# فرانك دي كوفا
فرانك دي كوفا (بالإنجليزية: Frank de Kova)‏ مواليد 17 مارس 1910 في نيويورك، نيويورك، الولايات المتحدة - الوفاة 15 أكتوبر 1981 في لوس أنجلوس، كاليفورنيا، الولايات المتحدة، هو ممثل أمريكي بدأ مسيرته الفنية سنة 1951. امتدت مسيرته الفنية لأكثر من 30 عاما.

## الأعمال
- فيفا زباطة
- الرداء
- وادي الملوك
- الوصايا العشر
- دي أوف ذا أوتلو

## روابط خارجية
- فرانك دي كوفا على موقع IMDb (الإنجليزية)
- فرانك دي كوفا على موقع ألو سيني (الفرنسية)
- فرانك دي كوفا على موقع أول موفي (الإنجليزية)
- فرانك دي كوفا على موقع قاعدة بيانات برودواي على الإنترنت (الإنجليزية)
- فرانك دي كوفا على موقع قاعدة بيانات الأفلام السويدية (السويدية)
- فرانك دي كوفا على موقع قاعدة بيانات الأفلام السويدية (السويدية)
- فرانك دي كوفا على موقع إن إن دي بي (الإنجليزية)
- فرانك دي كوفا على موقع قاعدة بيانات الفيلم (الإنجليزية)
- فرانك دي كوفا على موقع كينوبويسك (الروسية)